# F*cking Money Man
F*cking Money Man és un EP de Rosalía i la primera obra on utilitza el català. El tema, publicat el 3 de juliol del 2019, inclou dues parts: Milionària, la seva primera cançó inspirada en la rumba catalana i en català, i Dio$ no$ libre del dinero, propera al flamenc d'arrel pop i en castellà. La cançó pretén reflexionar sobre el capitalisme. Les dues parts de la cançó estan produïdes per el Guincho, el seu col·laborador habitual. El videoclip està dirigit per Bàrbara Farré amb la direcció creativa de Los Ganglios & Pili, i Rosalía.

## Milionària
Milionària és el primer tema que Rosalía ha compost en català i la primera cançó inspirada en la rumba catalana. La lletra és una apologia irònica dels diners, on Rosalía diu que ha nascut per ser milionària per comprar-se una moto Bentley o tenir un lleopard a casa, amb els codis actuals de la música urban, jugant entre la ironia i la realitat. Demana tenir els museus només per ella amb les paraules "que em tanquin el Louvre així com el Macba", que té una illa amb el seu nom i un noi que li obre els regals de Nadal.
El videoclip comença amb Rosalia pronunciant el seu nom en català. Després, entre somriures falsos, amb una estètica entre kitsch i de la dècada del 1990, apareix un telèfon sobreimprès a la pantalla i la cantant participa en un concurs on entra en una caixa de vidre plena de diners, posa les mans dins una peixera amb taràntules i bitllets o gira una roda de la fortuna. El vídeo està inspirat en concursos com El precio justo o La ruleta de la suerte. El tema va generar una polèmica lingüística per la inclusió d'alguns barbarismes com 'cumpleanys' i 'botelles'.
Milionària va convertir-se en el quart número 1 consecutiu de l'artista catalana a la llista oficial espanyola. Cap cançó en català havia arribat a aquesta posició des de la versió de Boig per tu de Shakira publicada el 2014.

## Dio$ no$ libre del dinero
A la segona part de la cançó llarga, ara en castellà, canta "el cremarem, muntanyes de foc, bitllets plorant, que déu ens alliberi dels diners", als que qualifica de "verí". En el videoclip aquesta part és radicalment diferentent, dels colors vius i el neguit cromàtic passa passa als clarobscurs i la simplicitat visual, amb Rosalia cantant dins un anell de foc davant un decorat de columnes neoclàssiques mentre plouen bitllets.

## Interpretació
La cantant va començar a escriure la cançó esperant a l'aeroport de Sevilla i la va acabar a Barcelona. "Un dia vols ser milionària i l'endemà ho vols cremar tot. En realitat, quina importància tenen els diners? Em sembla tant pur buscar-los com renegar-ne i crec que tots hem sentit amor-odi vers els diners en alguna ocasió", va escriure.
El mateix matí del llançament del vídeo va publicar un anunci a pàgina completa del diari El País amb "Fucking money man", en una almenys aparent crítica al capitalisme que alguns mitjans van interpretar simplement com una manera de generar polèmica.

## Recepció
El mitjà Pitchfork va nomenar el tema com la Millor nova pista tres hores després del seu llançament. Deia que les dues pistes funcionaven "com una parella inextricable, una cara A i una cara B, un yin i un yang, un magnat i un bolxevic", explicant que la primera part és irònica amb un ritme volgudament incòmode, i la segona és melancòlica. En el mateix sentit s'expressa Stereogum, que apunta que es tracta de l'última versió visual del "pop futurista barceloní".
La cançó en català va generar un intens debat a les xarxes socials i va despertar interès per la llengua. Després de la publicació de la cançó el Consorci de normalització lingüística, tal com va explicar la directora, Ester Franquesa, va rebre missatges de diversos indrets interessant-se per aprendre el català. Entitats com Omnium Cultural van agrair l'ús del català a l'artista. Artistes catalans com Oques Grasses van fer les primeres versions de la cançó. Traient importància als barbarismes, experts lingüístics catalans es van mostrar satisfets amb l'ús del català.